# サンコーコンサルタント
サンコーコンサルタント株式会社は、東京都江東区亀戸に本社を置く、建設コンサルタント会社。

## 概要
三井鉱山（現・日本コークス工業）の技術陣を集めて、社会インフラの設計、それに伴う環境・地質調査の会社として設立された。現在は、NTCホールディングスの一員として、関連するNTCコンサルタンツ、NTCインターナショナルの事業分野である、国内農業土木、海外農業土木・平和構築支援に加えて、当社の事業分野である国内インフラコンサルタント業により、国内外の土木コンサルタント業務を一貫して実施している。

## 沿革
- 1961年4月20日 - 設立。
- 1999年6月 - ISO 9001を全社認証取得。
- 2009年 - NTCホールディングス傘下となる。NTCコンサルタンツ、NTCインターナショナルと併せて、国内外の土木系コンサルタント3社体制を構築した。
- 2013年9月 - 海外部を設立。

## 関連会社
- 株式会社サンコー環境調査センター
- 株式会社九州サンコーエンジニアリング